# Francisco de Castellví y Obando
Francisco de Castellví y Obando o Francesc de Castellví i Obando (Montblanch, 1682 - Viena, 15 de septiembre de 1757) fue un militar e historiador español, reconocido como el principal referente de la historiografía austracista de la Guerra de Sucesión Española con su obra Narraciones históricas.

## Biografía
Nació en el seno de una familia de la pequeña nobleza de Montblanch, hijo de Ignasi de Castellví i Pons y hermano de Josep Castelví i Ferran, corregidor y alcalde mayor de Montblanch entre 1746 y 1751. Fue educado en literatura y ciencias y el gusto de su padre por las antigüedades pudo influir en sus inclinaciones por la Historia. Desde 1713 comienza a participar activamente en la Guerra de Sucesión, en el bando austracista, formando parte de la Junta General de Brazos de Cataluña de 1713, como brazo militar, que decidió la defensa con armas del Principado de Cataluña y la legitimidad del proclamado Carlos III.
Como militar destacó su participación en la defensa de Barcelona ante las tropas borbónicas. Tras la victoria de los partidarios de Felipe V fue puesto en vigilancia y confiscadas sus rentas, impidiéndose su salida del país y siendo encarcelado por breve tiempo, acusado de actuar contra el Rey. En 1726, tras firmarse la paz entre el Rey borbón y el emperador austriaco y declararse la amnistía de todos los prisioneros políticos, marcha al exilio a Viena y se instala en la Corte del emperador, donde escribirá sus Narraciones históricas.
Participó en la expedición de los exiliados catalanes en Austria para fundar Nueva Barcelona, entre 1735 y 1738. La expedición recorrió el curso del río Danubio hasta la actual región de Vojvodina, en Serbia. Sin embargo, el proyecto fracasó ante el peligro causado por un lado por la proximidad de los otomanos y por otro por la peste que asolaba la región. La expedición retornó a Viena y el emperador Carlos otorgó a Castelvi una renta anual como exmilitar de la Guerra de Sucesión que disfrutó hasta su muerte.

## Obra
Su mayor legado historiográfico son las Narraciones Históricas desde el año 1700 al 1725 en las que trabajó todo su exilió y que solo se publicaron tras su muerte. Narran los principales sucesos de la Guerra de Sucesión desde una perspectiva austracista, reflejo de la misma posición que tomó Castellví en el conflicto. Sin embargo su narración destaca por su capacidad autocrítica y la pretendida objetividad más allá de su participación activa. Su objetivo, según García Cárcel, fue «fijar claramente, identificar el papel de cada uno de los que tuvieron algo que ver con el conflicto. En momentos de retorno del exilio y de aparcamiento de la memoria oficial, a Castellví «parece obsesionarle el nomenclátor de la guerra». Se conservan cinco manuscritos de su puño y letra o escribas a su cargo, de diferentes versiones sin concluir, en Viena. Asimismo en el Instituto de Estudios Catalanes se conserva una copia realizada por Salvador Sanpere y Miquel.